# 우로부치 겐
우로부치 겐(일본어: 虚淵 玄, 1972년 12월 20일 ~ )은 니트로 플러스에 소속된 각본가이다. 우로부치 겐이라는 이름은 예명이며, 본명은 공개되어 있지 않다.

## 인물
아버지 와다 슈는 배우, 어머니 세바타 나쓰코는 성우이다. 할아버지 오쓰보 스나오(본명: 와다 로쿠로)는 추리소설 작가였다.
소설가가 되기를 원했으나, 니트로 플러스에 입사한다. 같은 회사의 데뷔 작품인 Phantom -PHANTOM OF INFERNO-의 시나리오를 맡았다. 귀곡가를 맡은 후에는 "Hello, world."에서 기획원안을, 참마대성 데몬베인에서는 감독을 맡는 등 제작을 통괄하는 역할을 맡을 때가 많았으나 니트로 플러스의 신작인 속 살육의 쟝고 지옥의 현상범에서 사야의 노래 이후 약 4년만에 게임 시나리오직을 맡았다. TYPE-MOON과 공동 프로젝트로 만든 Fate/Zero의 저자를 담당하기도 했다. Fate/Zero는 2006년 12월 코믹마켓에서 1권 '제4차 성배전쟁 비화'가 발매되었으며 본서(本書)는 다음해 12월 코믹마켓에서 발매된 '연옥의 불길'에서 완결되었다. 2008년에는 Phantom과 속 살육의 쟝고를 보고 흥미를 가진 히로에 레이가 지명해서 블랙라군의 노벨라이즈를 맡았다.
영화애호가로 작중에 그것을 반영한 장면이 그려져 있기도 하다.

## 작풍
원래는 시나리오 작가가 아니라 소설가를 지망했었음에도 본인이 말하길 문학 작품에는 전혀 손을 대지 않았고 「가슴」과「폭발」이 나오는 엔터테인먼트 작품밖에 흥미를 갖지 못했다고 한다. 그래서 그런 방면의 영화나 소설, 프라모델 잡지의 흑백 페이지 등에서 영향을 받아 그 작품에는 수시로 총과 자동차가 등장하는 경향이 있다.
본인은 '마음이 따뜻해지는 이야기를 쓰고싶다'며 'Fate/zero Vol.1'과 '백모의 전도사'의 후기를 통해 언급했으며 큐티하니를 예로 들며 '사랑의 전사'로서 자칭하고있다. 하지만 스토리를 들여다보면 배드 엔딩이 되는 게 차라리 좋은 이러한 경향에 고민해서 언젠가 펜을 내려놓을까 생각했다고 말한 적도 있다. 그래서 차라리 꿈도 희망도 없는 전개를 많이 쓰는 것으로 유명하다. 그 시기에 쓴 Fate/Zero는 회복의 계기가 되었다고 한다.
24세에 감염증에 걸려 조금만 응급조치가 늦었어도 사망할 뻔 한 경험을 한 뒤로, 요양기간 중 자신을 "어떤 의미론 사회적으로 지워져 죽은 사람과 다름없다" 라고 깨달았다. 그런 상태로 몇 개월을 보낸 뒤 자신의 죽음에 상상력을 더할 수 있게 되었고, 캐릭터가 죽을 때의 상상력을 회피할 수 있게 됐기 때문에 작품을 만들 때 캐릭터를 망설임 없이 죽일 수 있게 되었다고 술회하고 있다.

## 주요 작품

### 게임시나리오 담당 작품
- 《Phantom -PHANTOM OF INFERNO-》
- 《흡혈섬귀 베도고니아》
- 《귀곡가》
- 《정화의 문장》 (동인작품)
- 《사야의 노래》
- 《속 살육의 쟝고 지옥의 현상범》

### 애니메이션 시나리오 담당 작품
- Phantom -PHANTOM THE ANIMATION-(케이에스토스 제작, 시나리오 원안)
- 블라스레이터(곤조・니트로 플러스 공동제작, 시리즈 구성, 각본 : 10, 11, 12, 15, 16, 17, 22, 23화)
- Phantom 〜Requiem for the Phantom〜(각본：6, 18, 25화)
- 마법소녀 마도카☆마기카（애니플렉스・샤프트제작, 시리즈 구성, 각본 : 모든 화)
- PSYCHO-PASS（Production I.G 제작, 시리즈 구성, 각본 : 모든 화)
- 낙원추방 (토에이 애니메이션 제작, 각본)
- 취성의 가르간티아 (Production I.G 제작, 원안, 시리즈 구성, 각본)
- 알드노아.제로 (A-1 pictures,TROYCA 제작, 원안)

### 소설
- 귀곡가 - 자전장(2004년 12월 25일 발매)
- 귀곡가 - 귀안려인(2005년 2월 발매)
- 백모의 전도사(2004년 12월 29일 발매)
- Fate/Zero Vol.1 「제 4차 성배 전쟁 비화」(2006년 12월 29일 발매)
- Fate/Zero Vol.2 「왕들의 강연」(2007년 3월 31일 발매)
- Fate/Zero Vol.3 「사라져 가는 사람들」(2007년 7월 27일 발매)
- Fate/Zero Vol.4 「연옥의 불길」(2007년 12월 29일 발매)
- BLACK LAGOON 샤이타네 바디(원작:히로에 레이, 2008년 7월 18일 발매)
- BLACK LAGOON 2 罪深き魔術師の哀歌(죄 깊은 마술사의 슬픈 노래) (원작:히로에 레이, 2011년 1월 18일 발매)
- 아이젠 플뤼겔(2009년 7월 17일 발매)
- 아이젠 플뤼겔2(2009년 12월 18일 발매)

### 단편
- 적은 해적

### 연재
- 금의 눈동자와 철의 검

### 만화 원작
- 흡혈섬귀 베도고니아(전2권, 2001년~2002년)
- HAGAKURE ROYAL(2003년)
- 하이스쿨 배틀히터(2005년)
- 엔시언트 미스터리(전1권, 2007년 3월~8월)

### 소설 원작
- 팬텀 -아인 (2002년 5월 발매, 집필은 리액션)
- 팬텀 -쯔바이(2002년 11월 발매, 집필은 리액션)
- 흡혈섬귀 베도고니아 -WHITE NIGHT(2003년 1월 발매, 집필은 타네가시마 다카시)
- 흡혈섬귀 베도고니아 -MOON TEARS(2003년 2월 발매, 집필은 타네가시마 다카시)
- 속속 살육의 쟝고 해전 지옥의 히치하이커(2007년 12월발매, 집필은 사토 다이와 스토리라인더즈)

### 관련 서적
인터뷰 수록
- 『미소녀 게임의 임계점+1』2004년 12월
- 『FICTION ZERO / NARRATIVE ZERO』2007년 8월

### 감독, 각본 감수작
해당 문단은 우로부치 겐은 감독 및 각본 감수로서 참여한 작품이지 직접 집필한 작품이 아니다.
- 헬로우 월드
- 토가이누의 피
- 참마대성 데몬베인
- sweet pool